# Kevermes
Kevermes es un pueblo ubicado en el distrito de Mezőkovácsháza, condado de Békés, Hungría.

## Superficie
Posee una superficie de 43,34 kilómetros cuadrados.

## Demografía
Hasta 2022 la población era de 1600 habitantes, con una densidad de población de 36,92 habitantes por kilómetro cuadrado.